# Play-offbaard

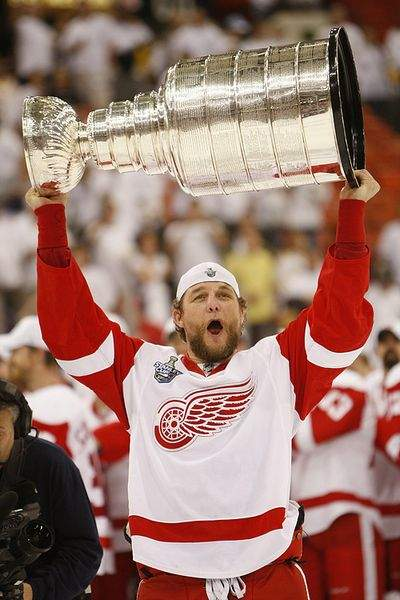
Een bebaarde Darren McCarty draagt de Stanley Cup

Een play-offbaard is een ritueel (mogelijk uit bijgeloof) in voornamelijk het ijshockey. Veel spelers scheren hun gezichtshaar niet als ze in een eindtoernooi zijn beland. Het ritueel startte in de jaren tachtig door de New York Islanders en tegenwoordig laat bijna iedere speler zijn baard staan tijdens de Stanley Cup-play-offs, op het WK of op de Olympische Spelen. Tijdens langdurige play-offs, zoals de Stanley Cup-play-offs van de National Hockey League, wordt er aardig wat baardhaar gekweekt. In de finale vechten dan twee teams met behaarde kaken om de trofee. De speler mag zich weer gaan scheren als hij uitgeschakeld is.